# Гарі Селдон

Гарі Селдон. Обкладинка «Фундації», художник Стефен Юлл

Га́рі Се́лдон (англ. Hari Seldon 11988 — 12069 р. Г. Е.) — герой серії науково-фантастичних романів Айзека Азимова Фундація. Присутній у перших трьох романах із серії: «Прелюдія до Фундації», «На шляху до Фундації» та «Фундації».
Гарі Селдон був математиком на далекій планеті Гелікон, у складі Галактичної імперії.
Математичний геній Гарі Селдона проявився в заснуванні нової дисципліни — психоісторії, науки, яка може передбачати майбутнє суспільства. Застосувавши психоісторію до всієї Галактичної Імперії, Гарі Селдон приходить до висновку про її неминуче падіння, що супроводжуватиметься громадянськими війнами й загальним занепадом. Період безвладдя триватиме 30 тисяч років, якщо не…
Гарі Селдон розробляє план збереження наукових знань цивілізації, зібравши видатних учених епохи на далекій планеті Термінус. Офіційне завдання вчених — написання Галактичної Енциклопедії. Опинившись у скруті без фінансування на початку ери безвладдя вчені муситимуть боротися за виживання…
З самого початку роботи над психоісторією Гарі Селдон перебував під опікою прем’єр-міністра Галактичної імперії Едо Демерзела.
Після своєї смерті Селдон залишив записи звернення до потомків, які повинні відкриватися в критичні періоди історії Термінусу, й які засвідчуватимуть, що План Селдона діє. За планом Селдона Термінус повинен відбудувати Галактичну Імперію за тисячу років.